# 川崎医療福祉大学の人物一覧
川崎医療福祉大学の人物一覧（かわさきいりょうふくしだいがくのじんぶついちらん）は、川崎医療福祉大学に関係する人物の一覧記事。

## 教職員
- 佐々木正美 - 特任教授
- 長谷川徹 - 教授
- 山野井敦徳-特任教授
- 岩渕勝好 - 教授

## 元教授
- 小山秀夫 - 経営学者・行政学者
- 加藤勝信 - 内閣官房長官
- 西田在賢 - 現在静岡大学教授
- 酒井修 - 教授
- 大田晋 - 教授
- 白川千尋 - 現在国立民族学博物館民族文化研究部准教授
- 長野祐也 - 教授
- 掛田崇寛 - 看護学者、保健学者

## OB・OG
- 荒生暁子 - アナウンサー
- 中島千晶 - アナウンサー
- 松岡健介 - 競輪選手
- 久保修平 - ラグビー審判員
- 赤澤佳美 - フリーアナウンサー